# Лодевейк Дібен
Лодевейк Фердінанд Дібен (нід. Lodewijk Ferdinand Dieben; 19 квітня 1890, Гаага — 24 червня 1959, Зандворт) — голландський співак і конферансьє, що виступав під сценічним псевдонімом — Lou Bandy.

## Біографія
Лодевейк Фердінанд Дібен був п'ятою і на той момент наймолодшою дитиною у сім'ї каменяра (а згодом і члена міської ради) Франциска Альбертуса Якобуса Дібена (нід. Franciscus Albertus Jacobus Dieben) та Фредеріки Вільгельміни Нінабер (нід. Frederika Wilhelmina Ninaber). Їхня родина, як і інші представники робочого класу, перебувала у злиденності. Його матір страждала від періодичного головного болю, але знаходила час займатися співом виконуючи власні твори. Лодевейк відвідував початкову школу, де серед вчителів був знаменитий Ян Ліґарт (нід. Jan Ligthart), що приділяв багато уваги заняттям зі співу. Після закінчення початкової школи Дібен спочатку працював різноробом в одному з готелів Гааги, а потім офісним працівником компанії Holland America Line, а згодом і вуличним співаком у Лондоні. В 1908 році був призваний до лав Збройних сил Нідерландів, де проходив службу у Військово-морських силах Нідерландів. Після закінчення служби працював у сфері морського транспорту до поки не був мобілізований у 1914 році у зв'язку з початком Першої світової війни. Ніс службу в Амстердамі, де отримав славу співака на шибеника, що не дотримувався дисципліни, що в свою чергу призвело до визнання непригодним до несення військової служби та звільнення у 1915 році. Дібен швидко знайшов роботу як співак і конферансьє, а також заснував дует «The Bandy Brothers» зі своїм чотирирічним братом Вільямом. Однак, через постійні сварки їхня співпраця тривала не довго. Згодом Дібен виступав перед мобілізованими солдатами, де познайомився з танцівницею та піаністкою Євгенією Кох (нім. Eugenie Küch), що згодом стала його дружиною. З 1921 року Дібен під псевдонімом Lou Bandy успішно виступає в найвідоміших закладах, серед яких «Flora Theatre» в Амстердамі та «Gebouw voor Kunsten en Wetenschappen» в Роттердамі. У 1919 році він розпочав запис пісень за власним авторством. У парі з Євгенією Кох в період з 1923 по 1924 рік він створив п'ятнадцять номерів, що мали успіх у публіки. Тоді ж були записані такі пісні, як: «Het graf van den onbekenden soldaat», «Zwervers Kerstnacht» та «Overschotje». У 1927 році він знову розпочав виступи зі своїм братом Вільямом. Результатом цієї співпраці став виступ у Trianon Theater в Гаазі, а також нетривалий гастрольний тур. У 1931 році Дібен прийняв запрошення від менеджера Боба Пітера виступати у ролі співака та гумориста у його нещодавно заснованому Nationale Revue. В наступний період Дібен отримав ще більше слави співака, який гостро критикує суспільні недоліки і виклики та записав такі відомі пісні, як «Zoek de zon op» (1936) та «Schep vreugde in 't leven» (1937). Набули широкого розголосу його вуличні імпровізації, коли він ходив по вулицям Гааги з козою попереду себе та співав пісні. У 1941 році, під час німецької окупації, Дібен отримав посаду члена ради відділу Cabaret Art, який повинен був консультувати відділ народної освіти та мистецтв, коли був створений Nederlandsche Kultuurkamer. Його співпраця з цією організацією, а також окупаційними силами не носила умисний характер — Дібен керувався мотивами надання розваг для його аудиторії. Голландські націоналістичні мотиво в його піснях призвели до того, що вже в 1943 році він був заарештований та відправленний до концентраційного табору у місті Гаарені. Його виступи у післявоєнному Амстердамі закінчувалися скандалами через чутки про співпрацю з німецькими загарбниками. Під час одно з виступів до залу зайшли представники внутрішніх сил та намагалися заарешутвати його, на що Дібен відповів: «Якщо я зробив щось не так, будь ласка, киньте в мене камінь!». Глядачі відгукнулися на це оваціями, Дібен залишився на волі, а один із офіцерів написав йому листа із вибаченнями. У 1948 році Дібен знову одружився і на цей раз його шлюб із 35-ти річною Сінією Франке (нід. Sinia Franke) тривав менше року. У 1950 році Дібен зв'язався з п'ятнадцятирічною Карлою ван ден Гюрк (нід. Carla van den Hurk), що обрала його  наставником. У 1952 році вони одружились, переїхали до Гарлему та придбали готель «Lion d'Or», де планували давати вистави. Однак, ця ідея не принесла очікуваного успіху і в 1958 році готель був проданий, а пара переїхала до власної квартири в Зандворті. В цьому ж році пара на тлі постійних сварок розлучилася, а Дібен невдовзі покінчив життя самогубством.

## Сім'я
Протягом свого життя Дібен був одружений тричі:
- Мітільда Євгенія Єльза Кох (нім. Mathilde Eugenie Else Küch) (1890—1944). Шлюб, в якому народилася одна донька, тривав в період з 21 червня 1921 по 1944 рік;
- Класина «Сінія» Франке (нід. Sinia FrankeC) (1925—1975). Шлюб, в якому у пари не було дітей, тривав в період з 27 липня 1948 по 9 березня 1949 року;
- Карла ван ден Гюрк (нід. Carla van den Hurk) (1933—1976). Шлюб, що як і попередній був бездітним, тривав в період з 15 серпня 1952 по 16 квітня 1958 року[3].

## Пісні
- Als Ik In M'n Klamboe Lig Te Dromen;
- Dat Zou Je Wel Willen;
- Hortensia;
- Je Hebt Je Schitterend Gehouden;
- Louise, Zit Niet Op Je Nagels Te Bijten;
- M'n Tante Veronica, Die Speelt Harmonika;
- Marleentje;
- Meisje, Ga Je Mee Vissen;
- Mensch, Erger Je Niet;
- Rats, Kuch En Bonen;
- Schep Vreugde In Het Leven;
- Skien;
- Waar Is De Knoop Van De Kraag Van De Jas Van De Ko;
- Wie Heeft Er Suiker In De Erwtensoep Gedaan;
- Zoek De Zon Op[4]